# العلاقات السورية الكيريباتية
العلاقات السورية الكيريباتية هي العلاقات الثنائية التي تجمع بين سوريا وكيريباتي.

## مقارنة بين البلدين
هذه مقارنة عامة ومرجعية للدولتين:
| وجه المقارنة                                              | سوريا                    | كيريباتي                            |
| --------------------------------------------------------- | ------------------------ | ----------------------------------- |
| المساحة (كم2)                                             | 185.18 ألف               | 811                                 |
| عدد السكان (نسمة)                                         | 18.27 مليون              | 116.40 ألف                          |
| الكثافة السكانية (ن./كم²)                                 | 98.66                    | 14.35 ألف                           |
| العاصمة                                                   | دمشق                     | جنوب تاراوا                         |
| اللغة الرسمية                                             | اللغة العربية            | اللغة الإنجليزية، اللغة الكيريباتية |
| العملة                                                    | ليرة سورية               | دولار كريباتي، دولار أسترالي        |
| الناتج المحلي الإجمالي (بليون دولار)                      | 60.20 مليار              | 196.15 مليون                        |
| الناتج المحلي الإجمالي (تعادل القوة الشرائية) بليون دولار |                          | 224.26 مليون                        |
| الناتج المحلي الإجمالي الاسمي للفرد دولار أمريكي          |                          | 1.42 ألف                            |
| الناتج المحلي الإجمالي للفرد دولار أمريكي                 |                          | 1.81 ألف                            |
| مؤشر التنمية البشرية                                      | 0.594                    | 0.590                               |
| رمز المكالمات الدولي                                      | +963                     | +686                                |
| رمز الإنترنت                                              | .sy                      | .ki                                 |
| المنطقة الزمنية                                           | ت ع م+02:00، ت ع م+03:00 |                                     |

## منظمات دولية مشتركة
يشترك البلدان في عضوية مجموعة من المنظمات الدولية، منها:
| علم المنظمة | اسم المنظمة                   | تاريخ انضمام سوريا | تاريخ انضمام كيريباتي |
| ----------- | ----------------------------- | ------------------ | --------------------- |
|             | مؤسسة التنمية الدولية         | 28 يونيو 1962      | 2 أكتوبر 1986         |
|             | يونسكو                        | 16 نوفمبر 1946     | 24 أكتوبر 1989        |
|             | الأمم المتحدة                 | 24 أكتوبر 1945     | 14 سبتمبر 1999        |
|             | الاتحاد البريدي العالمي       | ?                  | ?                     |
|             | البنك الدولي للإنشاء والتعمير | 10 أبريل 1947      | 29 سبتمبر 1986        |
|             | الاتحاد الدولي للاتصالات      | 12 يناير 1924      | 3 نوفمبر 1986         |
|             | منظمة حظر الأسلحة الكيميائية  | ?                  | ?                     |
|             | مؤسسة التمويل الدولية         | 28 يونيو 1962      | 2 أكتوبر 1986         |